# Saint Seiya: Ōgon Densetsu
Saint Seiya: Ōgon Densetsu Seinto Seiya: Ōgon Densetsu (聖闘士星矢 黄金伝説?) (Saint Seiya: La Leyenda Dorada en español) es una serie de videojuegos de plataformas y RPG basado en la serie de anime de Saint Seiya (también conocida como Los Caballeros del Zodiaco) publicada y distribuida por Bandai.
Existen tres iteraciones de esta serie de videojuegos, las dos primeras para la consola de Famicom de Nintendo, el primero de estos es Ōgon Densetsu, quecomprende desde el inicio de la saga hasta la mitad del arco de los caballeros dorado y el segundo Ōgon Densetsu Kanketsu-hen que consta del arco de los caballeros dorados íntegramente y la tercera versión sería una remasterización incluyendo el contenido de ambos juegos lanzada para la consola Wonderswan de Bandai, bajo el nombre de Ōgon Densetsu Perfect Edition. 
Las entregas para Famicom de esta serie fueron publicadas en una compilación de videojuegos llamada Bandai Namco Games Presents: J Legend Restuden para Nintendo 3DS en el año 2013 la cual incluía juegos clásicos de la Weekly Shonen Jump desarrollados por Bandai como parte del 20 aniversario de la revista V Jump.
La última vez que esta serie de videojuegos se publicó, fue en 2018 como parte de la edición especial de la Nintendo Classic Mini: Family Computer conmemorando el 50 aniversario de la Weekly Shonen Jump, la cual incluyó múltiples títulos de anime basados en la revista de Shueisha.

## Saint Seiya: Ōgon Densetsu
Seinto Seiya: Ōgon Densetsu (聖闘士星矢 黄金伝説?) es el primer juego oficial basado en la obra de Masami Kurumada, Saint Seiya para la consola Famicom de Nintendo. El juego fue desarrollado por Axis Art Amuse (actualmente HECT) y publicado en agosto de 1987 por Bandai. Posteriormente, en 1991, el juego recibiría su única versión internacional en Francia también por parte de Bandai bajo el nombre Les Chevaliers du Zodiaque: La Legende D'Or. 
El juego es conocido por su alta dificultad debido a la falta de balance en los combates y un sistema del juego difícil de comprender intuitivamente que tampoco es explicado en el manual del juego.

### Desarrollo e Historia
Durante el desarrollo del juego la emisión del anime se encontraba a la mitad de la saga del santuario por lo cual el juego solamente comprende desde el inicio de la historia (basada en el canon manga) hasta la batalla con Milo de Escorpio en el arco del santuario, al desconocerse quién era el verdadero Papa (Gran Maestro) y los demás caballeros dorados, el villano final fue un personaje original escogido entre los lectores de la Weekly Shonen Jump, revista donde se publicaba el manga en ese momento. El nombre de este personaje es Shadow Cloth y fue creado por Toshiya Ōno, ganador del concurso.

### Contenido del juego
El juego comprende todos los combates desde el inicio de la historia hasta la mitad del arco de los doce templos en el santuario, por lo que además de los protagonistas (exceptuando Seiya), nos enfrentaremos a los caballeros negros, los caballeros de plata, Dócrates, Cassios, Aldebarán de Tauro, el Caballero de Géminis, Máscara de Muerte de Cáncer, Aioria de Leo, Shaka de Virgo, Milo de Escorpio y Shadow Cloth como jefe final. Como personajes de apoyo están Saori, Tatsumi Tokumaru, Miho, el anciano maestro y Shunrei.

## Saint Seiya: Ōgon Densetsu - Kanketsu-hen
Seinto Seiya: Ōgon Densetsu Kanketsu Hen (聖闘士星矢 黄金伝説完結編?) es el segundo de Saint Seiya para la consola Famicom de Nintendo y el segundo de la serie Ōgon Densetsu. El juego fue desarrollado por Shinsei (actualmente Popy) y publicado en mayo de 1988 por Bandai. 

### Desarrollo e Historia
El juego comprende el arco del santuario en su integridad y a diferencia del primer juego, todos los protagonistas pueden ser usados además de Seiya de Pegaso, también se hicieron cambios en el sistema de batallas, esta vez más intuitivo, permitiendo revivir personajes que fueron derrotados anteriormente siempre y cuando se cumplan ciertas condiciones, por el lado negativo hay casos en los que es imposible superar una batalla sin el personaje correcto, por lo que es necesario tener conocimiento de la historia de la serie para completar el juego. A pesar de los cambios que se realizaron respecto al primer juego, este obtuvo solamente un 26 de 40 de calificación en la revista Famitsu

### Contenido del juego
El juego comprende todos los combates de la batalla de los doce templos en el santuario, por lo que están presente como rivales de los protagonistas a Ptolemy de Sagitta, Cassios y a los caballeros de oro. Como personajes de apoyo están Saori, Marin de Águila, El anciano maestro y Shunrei.

## Saint Seiya: Ōgon Densetsu Perfect Edition
Seinto Seiya: Ōgon Densetsu Perfect Edition (聖闘士星矢 黄金伝説 Perfect Edition?) es un remake y compilación de los dos primeros juegos lanzados para la consola Famicom de Nintendo. El juego fue desarrollado por Bandai y publicado en julio de 2003 para la consola portátil Wonderswan. 

### Desarrollo e Historia
El juego comprende desde el inicio de la historia del primer juego hasta el arco del santuario, incluyendo partes que no estaban en los juegos originales.

### Contenido del juego
A pesar de que es una compilación de ambos juegos, algunos aspectos del gameplay y personajes fueron cambiados en esta versión. Además del contenido de los juegos originales, se incluye a los caballeros de acero y a Natasha, la madre de Hyoga como personaje de apoyo.